# Dryadella clavellata
Dryadella clavellata är en orkidéart som beskrevs av Carlyle August Luer och Alexander Charles Hirtz. Dryadella clavellata ingår i släktet Dryadella och familjen orkidéer. Inga underarter finns listade i Catalogue of Life.